# Hidroxicloroquina
Hidroxicloroquina é um fármaco usado na prevenção e tratamento de malária sensível à cloroquina. Entre outras aplicações, pode ser usada no tratamento de artrite reumatoide, lúpus eritematoso, porfiria cutânea tarda, febre Q e doenças fotossensíveis. É administrada por via oral.
Está também a ser usada popularmente como tratamento sem comprovação científica para COVID-19. Ensaios clínicos, no entanto, indicaram a ineficácia da hidroxicloroquina para tratar COVID-19 e indicaram também a possibilidade de surgimento de efeitos adversos graves, incluindo aumento do índice de mortalidade.
Pode apresentar reações adversas em diversos locais tais como trato gastrointestinal, sistema hematológico, neurológico, neuromuscular, dermatológico e cardiológico, além de toxicidade retiniana. Os efeitos secundários mais comuns são vómitos, cefaleia, alterações na visão e fraqueza muscular. Entre possíveis efeitos secundários mais graves estão reações alérgicas e, com uso prolongado, retinopatia. Embora não seja isenta de riscos, continua a ser usada como tratamento de doença reumática durante a gravidez. A hidroxicloroquina é um antimalárico pertencente à classe das 4-aminoquinolinas.
A droga foi sintetizada em 1946, por Surrey e  Hammer,  e aprovada para uso médico nos Estados Unidos em 1955. Faz parte da Lista de Medicamentos Essenciais da Organização Mundial de Saúde, uma lista dos medicamentos mais eficazes, seguros e fundamentais num sistema de saúde.

## Indicações
A hidroxicloroquina é usada no tratamento de malária, lúpus eritematoso sistémico, doenças reumáticas como a artrite reumatoide, porfiria cutânea tarda e febre Q. É amplamente usada no tratamento de artrite pós-doença de Lyme. Também é amplamente usada no tratamento de síndrome de Sjögren primária, embora não tenha demonstrado ser eficaz.

## Contraindicações
O rótulo indica que a hidroxicloroquina não deve ser prescrita a pessoas com hipersensibilidade aos compostos das 4-aminoquinolinas.
entre diversas contra-indicações.

## Efeitos adversos
Os efeitos adversos mais comuns são náuseas ligeiras e ocasionalmente cólicas abdominais com diarreia ligeira. Os efeitos adversos mais graves afetam o olho, incluindo retinopatia associada à dose mesmo após a toma ser suspensa.
No tratamento de curta duração da malária aguda, os efeitos adversos incluem cólicas abdominais, diarreia, problemas cardíacos, diminuição do apetite, dores de cabeça, náuseas e vómitos. No tratamento de longa duração do lúpus ou da artrite reumatoide, os efeitos adversos incluem sintomas agudos, acrescidos de alterações na pigmentação dos olhos, acne, anemia, descoloração do cabelo, bolhas na boca e nos olhos, problemas no sangue, convulsões, problemas de visão, diminuição dos reflexos, perturbações emocionais, coloração excessiva da pele, perda de audição, urticária, prurido, problemas no fígado ou insuficiência hepática, perda de cabelo, pele escamada, eritema, vertigem, perda de peso e ocasionalmente incontinência urinária. A hidroxicloroquina pode ainda agravar os casos de psoríase e porfiria.
As crianças podem ser particularmente susceptíveis a desenvolver efeitos adversos da hidroxicloroquina.

### Retinopatia
A retinopatia grave e irreversível é um dos efeitos adversos mais graves da administração a longo prazo de hidroxicloroquina. As pessoas que tomem 400 mg ou menos por dia geralmente apresentam um risco negligenciável de toxicidade macular. O risco começa a ser superior quando a pessoa toma o medicamento durante cinco ou mais anos e apresenta uma dose acumulada de mais de 1000 gramas. A toxicidade macular está relacionada com a dose acumulada total, e não com a dose diária, pelo que em casos de risco está recomendado o rastreio ocular, mesmo na ausência de sintomas na visão.

## Uso para o tratamento de COVID-19
Em 13 de fevereiro de 2020, uma força-tarefa sul-coreana recomendava a hidroxicloroquina e cloroquina no tratamento experimental de COVID-19. Estudos posteriores realizados em culturas celulares in vitro demonstraram que a hidroxicloroquina era mais potente que a cloroquina contra o coronavírus da síndrome respiratória aguda grave 2. Apesar da possível eficácia, ainda era cedo para concluir qualquer desfecho com o uso do fármaco, pois os estudos disponíveis eram preliminares. Um ensaio aleatorizado controlado por pesquisadores chineses em março de 2020, demonstrou não haver efeito positivo da hidroxicloroquina em doses diárias de 400 mg. Um estudo posterior na França, apresentou resultados positivos com o uso do fármaco. No entanto, a metodologia deste estudo foi criticada, uma vez que os participantes não foram aleatorizados e foram excluídos desfechos negativos do estudo.
O medicamento foi amplamente apoiado por políticos influentes como Nicolás Maduro, Donald Trump e Jair Bolsonaro, sendo foco de amplo debate científico, político, e econômico.
Até março de 2020 não havia nenhum consenso e nenhuma evidência comprovada de que o medicamento tem realmente efeito positivo ou que seu uso é seguro para este caso.
O primeiro estudo de qualidade sobre o caso, concluído em junho de 2020, demonstrou nenhuma diferença no tratamento de hidroxicloroquina para tratar COVID-19.
Em junho de 2020, Peter Horby, professor de doenças infecciosas emergentes e saúde global da Universidade de Oxford, disse: "O estudo RECOVERY mostrou que a hidroxicloroquina não é um tratamento eficaz em pacientes hospitalizados com COVID-19."
Uma revisão sistemática, feita em fevereiro de 2021 pelo grupo britânico Cochrane, concluiu: "HCQ para pessoas infectadas com COVID-19 tem pouco ou nenhum efeito no risco de morte e provavelmente nenhum efeito na progressão para ventilação mecânica. Os eventos adversos são triplicados em comparação com o placebo." Outra revisão de 2021, publicada no PLOS ONE, analisou estudos clínicos randomizados controlados e conclui que não há evidência de benefício clínico da hidroxicloroquina para profilaxia contra o COVID-19, além de um risco maior de efeitos colaterais quando comparado com placebos ou a ausência de profilaxia.
Em março de 2021, a OMS declarou a ineficácia da hidroxicloroquina contra a COVID-19, ressaltando os riscos de efeitos adversos em caso de automedicação.